# Helga Haaseová
Helga Haaseová (9. června 1934 Gdaňsk – 16. června 1989 Berlín), rozená Obschernitzká, byla německá a východoněmecká rychlobruslařka.
Na Mistrovství světa debutovala v roce 1956 sedmnáctým místem, v následujících letech dosáhla nejlépe šestého místa na šampionátu v roce 1958. Ze Zimních olympijských her 1960 si odvezla zlatou medaili ze závodu na 500 m a stříbrnou z tratě 1000 m. Kromě toho závod na 1500 m dokončila na osmé příčce. V roce 1961 byla na světovém šampionátu šestá, o rok později pátá. Startovala na zimní olympiádě 1964, kde se umístila na čtvrtém (1000 m), pátém (1500 m) a osmém (500 m) místě. V následujících letech se účastnila již pouze východoněmeckých šampionátů a menších mezinárodních závodů. Po sezóně 1966/1967 ukončila sportovní kariéru.